# Попіл помсти
Попіл помсти (англ. Ashes of Vengeance) — американська драма режисера Френка Ллойда 1923 року.

## У ролях
- Норма Толмадж — Іоланда Брукс
- Конуей Тірл — Руперт де Фрік
- Воллес Бірі — герцог де Турі
- Жозефін Кроуелл — Катерина де Медічі
- Бетті Франциско — Марго де Ванкойр
- Клер Макдауелл — тітка Марго
- Куртеней Фут — граф де Ла Рош
- Говард Трусдейл — віконт де Брідж
- Джинн Карпентер — Анна
- Форрест Робінсон — батько Пауля
- Джеймс Кулі — Пауль
- Бойд Ірвін — герцог де Гіз
- Вінтер Голл — єпископ
- Вільям Кліффорд — Андре
- Гектор Сарно — Галлон
- Ерл Шенк — Блейз
- Люсі Бомонт — Шарлотта
- Мері Макаллістер — Деніс
- Кеннет Гібсон — Філліп
- Кармен Філліпс — Марі
- Френк Лі — Люпі
- Джордж Беранджер — Чарльз IX